# Lucian Cazan
Lucian Cazan (n. 25 decembrie 1989, București, România) este un fotbalist român, care joacă pe post de fundaș la Metaloglobus în Liga a II-a.
Tatăl său, Paul Cazan, a fost de asemenea un cunoscut jucător al echipei Sportul Studențesc.